# Velika loža Estonije
Velika loža slobodnih i priznatih slobodnih zidara Estonije (esto. Eesti Vabade ja Tunnustatud Vabamüürlaste Suurloož) je regularna slobodnozidarska velika loža u Estoniji. Osnovana je 1999. godine uz pomoć Velike lože Finske.

## Povijest
Nakon ponovnog stjecanja neovisnosti 1991. godine, koje je uslijedilo raspadom komunističkog Sovjetskog Saveza, slobodno zidarstvo u Estoniji postupno se oživljava. Prva masonska loža, Loža "Feniks", osnovana je već 1992. godine u Tallinnu pod pokroviteljstvom Velike lože Finske. Dvije godine kasnije osnovana je Loža "Patria" u Tallinnu. Nekoliko godina kasnije, osnovane je su Loža "Perona" u Pärnuu i Loža "Ugaunija" u Tartuu. Finska velika loža je 1997. godine uspostavila pokrajinsku veliku ložu za Estoniju. Gotovo šest godina od osnivanja prve masonske lože, 18. svibnja 1999. godine, osnovana je Velika loža Estonije uz pomoć Velike lože Finske.
Godine 2010. Loža "Hackney Brook" br. 7397 iz Londona se seli u Tallinn i prelazi pod okrilje Velike lože Estonije i tako postaje prva loža u Skandinaviji koja radi na engleskom jeziku.
U Tallinu je 22. listopada 2021. održana je međunarodna konferencija u zajedničkoj organizaciji Povijesnog muzeja Estonije i Velike lože Estonije na temu 250 godina slobodnog zidarstva na estonskim teritorijima i obližnjim regijama.

## Ustroj
Sjedište Velika loža Estonije je u Tallinnu.

### Lože
Godine 2022. godine pod zaštitom ove velike lože rade 24 lože u Tallinnu, Tartuu, Pärnuu, Haapsaluu, Viljandiu i Rakvereu.
- Loža "Feniks" (Loož "Fööniks") br. 1, Tallin – nosi naziv po mitološkom biću feniks; osnovana je 1992. godine pod zaštitom Velike lože Finske.
- Loža "Patria" (Loož "Patria") br. 2, Tallin – nosi naziv po latinskoj riječi za domovinu; osnovana je pod zaštitom Velike lože Finske.
- Loža "Perona" (Loož "Perona") br. 3, Pärnu – nosi naziv po latinskom nazivu za Pärnu; osnovana je pod zaštitom Velike lože Finske.
- Loža "Ugaunija" (Loož "Ugandi") br. 4, Tartu – nosi naziv po Ugauniji, povijesnoj grofoviji i regiji na jugoistoku Estonije; osnovana je pod zaštitom Velike lože Finske.
- Loža "Hermes" (Loož "Hermes") br. 5, Tallinn – nosi naziv po Hermesu, glasniku bogova u grčkoj mitologiji.
- Loža "Rotalia" (Loož "Rotalia") br. 6, Haapsalu – nosi naziv po latinskom nazivu za Okrug Lääne.
- Loža "Oziris" (Loož "Osiris") br. 7, Tallinn – istraživačka loža nosi naziv po Ozirisu, bogu plodnosti u egipatskoj mitologiji.
- Loža "Fellin" (Loož "Fellin") br. 8, Viljandi – nosi naziv po njemačkom i švedskom nazivu za Viljandi.
- Loža "Jutarnja zvijezda" (Loož "Morgenstern") br. 9, Tartu – nosi naziv po planetu Veneri.
- Loža "Fraternitas" (Loož "Fraternitas") br. 10, Tallinn – nosi naziv po latinskom nazivu za bratstvo.
- Loža "Grifon" (Loož "Greif") br. 11, Tallinn – nosi naziv po mitološkom biću grifon.
- Loža "Hackney Brook" (engl. Hackney Brook Lodge) br. 14, Tallinn – nosi naziv po Hackney Brook, jednoj od podzemnih rijeka Londona; osnovana je 1955. godine u Londonu kao loža br. 7397 pod zaštitom Ujedinjene velike lože Engleske;[9]  radi na engleskom jeziku.[8]

### Uprava
Velikom ložom Estonije upravlja veliki majstor (esto. suurmeister) koji se bira na trogodišnje razdoblje. Dosadašnji veliki majstori su:
- Arno Köörna (1999. – ?)[10]
- Raido Rüütel[10][11]
- Arne Kaasik (2003. – 2011.)[12]
- Anti Oidsalu (oko 2014.)[13]
- Toomas Tõnise (oko 2020.)[14]
- Kalle Küttis (od 2022.)[8]

### Međunarodna suradnja
Velika loža sudjeluje u radu Svjetske konferencije regularnih masonskih velikih loža. Također, potpisala je povelje o prijateljstvu i međusobnom priznavanju s preko 65 regularnih velikih loža.

### Obredi
Velika loža Estonije upravlja simboličkim stupnjevima plave lože (učenik, pomoćnik i majstor) i delegira upravljanje visokim stupnjevima na dodatna tijela i redove. Obredi koji se rade u plavoj loži su:
- Webbov obred – osvnovni obred svih loža, preuzet od Velike lože Finske,
- Emulacijski obred – radi se u jednoj loži na engleskom jeziku.

## Pridružena tijela i redovi
Upravljanje visokim stupnjevima Velika loža Estonije provodi kroz pridružena tijela i redove od kojih svaki predstavlja jedan obred a na temelju potpisanih konkordata.
- Veliki kapitel kraljevskog luka Estonije (Eesti Royal Arch Vabamüürlaste Suurchapter) – nadležno za rad Svetog kraljevskog luka.[16][2]
- Velika loža majstora masona znaka Estonije (Eesti Märgimeistermüürlaste Suurloož) – nadležno za rad Reda majstora znaka.[16][2]
- Vrhovno vijeće Drevnog i prihvaćenog obreda za Estoniju (Eesti Muinasaegse ja Tunnustatud Riituse Kõrgem Nõukogu) – nadležno za rad Drevnog i prihvaćenog škotskog obreda.[16][2]

## Vanjske poveznice
- Službena stranica
- 250 Years of Freemasonry in Estonia na YouTubeu